# Futebol Robótico Pequeno
A liga de Futebol Robótico Pequeno (FRP) (em Inglês Small Size League) é uma competição de futebol robótico que se realiza a nível internacional no evento RoboCup e em Portugal no evento Festival Nacional de Robótica (Esta prova qualifica as equipas portuguesas para a prova RoboCup Small Size League).

## Descrição
O Futebol robótico (liga dos robots pequenos) consiste numa das ligas oficiais do RoboCup. Nesta liga os robôs têm uma dimensão máxima de 180mm de diâmetro, 150 mm de altura, utilizando visão externa e global do campo de jogo.
Duas equipas de 5 robots jogam um jogo de futebol num campo alcatifado com  4,9x3,4 metros. As entidades do jogo são distinguidas por cores; assim, a bola é cor de laranja (bola de golfe) e cada equipa de robôs tem um marcador colorido (uma equipa de amarelo e outra de azul).
É permitida comunicação sem fios (rádio, infravermelhos, … ) entre o computador externo que processa a imagem captada pela(s) câmara(s) colocada(s) numa barra 4 metros acima do campo de jogo e os robôs que se encontram a jogar.
Não é permitida qualquer intervenção humana durante o jogo, exceptuando-se o árbitro que transmite as suas decisões a um computador  que depois as comunica electronicamente aos robôs e quando for necessário retirar/introduzir um robô no campo.

## Equipes Brasileiras
- GEAR - Grupo de Estudos Avançados em Robótica - USP - EESC - São Carlos